# Asfaltskærer
En asfaltskærer er en enorm rundsav (typisk med klinge ml. 1 og 2 m i diameter) som er bygget til at skære i stenmaterialer. Maskinen er normalt udstyret med en vandtank, så man kan vande det område der skal skæres i. Dette er bl.a. for at holde på støvet, men mere vigtigt for at holde klingen afkølet, så den ikke bliver skæv eller knækker tænderne.
Asfaltskærere er en fast del af udstyret hos mange entreprenører, der graver kloakker op, lægger fjernvarme eller i øvrigt arbejder med vejens udseende eller underlag.
| Maskiner | Spire Denne artikel om maskiner, maskindele og apparater er en spire som bør udbygges. Du er velkommen til at hjælpe Wikipedia ved at udvide den. |